# گئورگیوس پولیمناکوس
گئورگیوس پولیمناکوس (یونانی: Γεώργιος Πολυμενάκος؛ ۱ ژوئیه ۱۸۵۹–۱۹۴۲) ژنرال نیروی زمینی یونان بود. وی در جنگ‌هایی همچون جنگ یونان و ترکیه (۱۸۹۷)، جنگ‌های بالکان و جنگ یونان و ترکیه (۱۹۲۲–۱۹۱۹) حضور داشته است.